# Mansoura (Zypern)
Mansoura (griechisch Μανσούρα, türkisch Mansur) ist eine Gemeinde im Bezirk Nikosia in der Republik Zypern. Bei der Volkszählung im Jahr 2021 hatte sie 7 Einwohner.

## Name
Der Ursprung des Ortsnamens Mansoura ist nicht eindeutig geklärt. Nach türkisch-zyprischer Überlieferung geht der Name auf einen früheren türkischen Grundeigentümer namens Mansur zurück. Im Jahr 1958 wurde die ursprüngliche Bezeichnung Mansoura von den türkisch-zyprischen Bewohnern in Mansur abgeändert.
In der lokalen griechisch-zyprischen Bevölkerung der Region Tillyria wird das Dorf auch Masouras genannt. Einer Theorie zufolge stammt dieser Name möglicherweise von einem frühen Siedler. Alternativ könnte die Bezeichnung auch auf ein altgriechisches Toponym mit dem Suffix „-oura“ (griechisch ουρα) zurückgehen.

## Lage und Umgebung

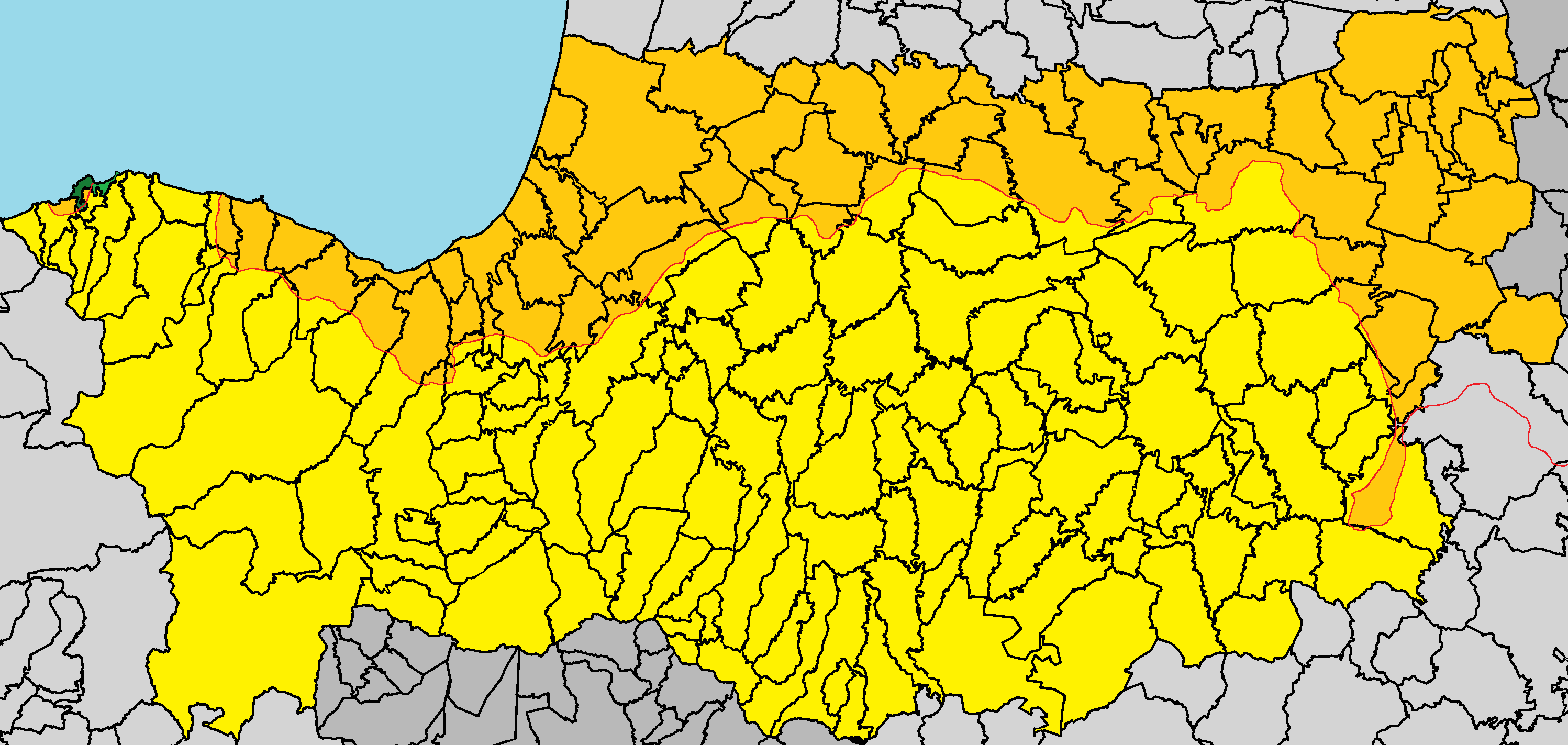
Lage im Bezirk Nikosia

Mansoura liegt auf der Tillyria-Halbinsel im Nordwesten der Mittelmeerinsel Zypern auf einer Höhe von etwa 20 Metern, etwa 90 Kilometer westlich von Nikosia, 125 Kilometer von Larnaka, 140 Kilometer von Limassol und 58 Kilometer von Paphos entfernt. Das 1,866 Quadratkilometer große Dorf grenzt im Osten an Agios Theodoros Tilliria und im Süden an Mosfileri und die nordzyprische Exklave Erenköy/Kokkina. Das Verwaltungsgebiet liegt im Norden und Westen am Mittelmeer. Das Dorf kann über die Straße F740 erreicht werden.
Die durchschnittliche jährliche Niederschlagsmenge beträgt etwa 440 Millimeter. Aus geologischer Sicht liegt das Dorf auf den Laven des Troodos-Vulkankomplexes, auf denen sich Braunböden entwickelten. Ganz östlich der Siedlung fließt der Bach Agios Theodoros.

## Geschichte
Archäologische Funde, darunter ein römisches Mosaik mit der Darstellung eines Jagdhundes (heute im Zypern-Museum), römische Badeanlagen und hellenistische Grabstätten, zeugen von kontinuierlicher Besiedlung während der hellenistischen, römischen und frühbyzantinischen Zeit. In der Umgebung wurden zudem zahlreiche Artefakte wie Lampen, Vasen und eine Grabstele aus der Zeit der Ptolemäer gefunden.
In der Zeit der osmanischen Herrschaft war Mansoura ein überwiegend linobambakisches Dorf – die griechisch-zyprischen Christen lebten scheinbar als Muslime, um Verfolgung zu entgehen. Erst zu Beginn des 20. Jahrhunderts konvertierten viele ihrer Nachfahren endgültig zum Islam, unterstützt durch die britischen Kolonialbehörden und türkische Einflussnahme.
Bis ins 20. Jahrhundert war Mansoura mehrheitlich von Zyperntürken bewohnt. In den 1960er-Jahren wurde das Dorf zu einem Brennpunkt der interkommunalen Spannungen. Nach der türkisch-zyprischen Revolte Ende 1963 flohen alle Zyperngriechen aus Mansoura. Im August 1964 erfolgte eine militärische Offensive der griechisch-zyprischen Nationalgarde unter Georgios Grivas gegen die benachbarten türkisch-zyprischen Enklaven Mansoura und Kokkina. Die gesamte türkisch-zyprische Bevölkerung des Dorfes wurde durch die UN-Truppen evakuiert.
Die vertriebenen Bewohner flohen in die türkisch-zyprischen Enklaven Erenköy/Kokkina, Limnitis/Yeşilırmak und Lefgios/Lefke und lebten dort bis 1976. Danach wurden viele von ihnen in das türkisch kontrollierte Yialousa/Yeni Erenköy auf der Halbinsel Karpas umgesiedelt, während einige in Limnitis oder Nikosia verblieben. Seitdem ist Mansoura ein weitgehend verlassenes Dorf im Zuständigkeitsbereich der UN-Friedensmission.

### Bevölkerungsentwicklung
Bis 1911 war Mansoura ausschließlich von Zyperntürken bewohnt. Ab dem frühen 20. Jahrhundert siedelten sich vereinzelt auch griechisch-zyprische Familien an. Im Jahr 1960 stellten die Zyperntürken rund 86 % der Bevölkerung. Die Zyperngriechen verließen das Dorf infolge der Unruhen Ende 1963. Die restliche Bevölkerung wurde im Zuge der Kampfhandlungen von 1964 evakuiert. Seitdem ist Mansoura nahezu unbewohnt. Die Volkszählungen von 2011 und 2021 weisen lediglich eine einstellige Zahl von Einwohnern aus.
Die folgende Tabelle zeigt die Bevölkerung des Dorfes, wie sie in den in Zypern durchgeführten Volkszählungen erfasst wurde.
| Jahr      | 1891 | 1901 | 1911 | 1921 | 1931 | 1946 | 1960 | 1973 | 2011 | 2021 |
| Einwohner | 41   | 58   | 87   | 76   | 123  | 154  | 147  | 0    | 9    | 7    |